# Trophée Paul-Dumont
Le trophée Paul-Dumont est un trophée de la  Ligue de hockey junior Maritimes Québec. Le lauréat peut être soit un joueur, soit une personne de l'encadrement de la franchise. Le trophée récompense la personnalité de l'année .

## Lauréat
- 1989-1990 : Stéphane Fiset, Tigres de Victoriaville
- 1990-1991 : Patrice Brisebois, Voltigeurs de Drummondville
- 1991-1992 : Patrick Poulin, Laser de St-Hyacinthe
- 1992-1993 : Martin Lapointe, Titan de Laval
- 1993-1994 : Yanick Dubé, Titan de Laval
- 1994-1995 : Éric Dazé, Harfangs de Beauport
- 1995-1996 : Christian Dubé, Faucons de Sherbrooke
- 1996-1997 : Michel Therrien, Prédateurs de Granby
- 1997-1998 : Mike Ribeiro, Huskies de Rouyn-Noranda
- 1998-1999 : Simon Gagné, Remparts de Québec
- 1999-2000 : Brad Richards, Océanic de Rimouski
- 2000-2001 : Simon Gamache, Foreurs de Val-d'Or
- 2001-2002 : Olivier Michaud, Cataractes de Shawinigan
- 2002-2003 : Jean-François Plourde, Castors de Sherbrooke
- 2003-2004 : Sidney Crosby, Océanic de Rimouski
- 2004-2005 : Sidney Crosby, Océanic de Rimouski
- 2005-2006 : Clément Jodoin, Maineiacs de Lewiston
- 2006-2007 : Kristopher Letang, Foreurs de Val-d'Or
- 2007-2008 : Martin Mondou, Cataractes de Shawinigan
- 2008-2009 : Guy Boucher, Voltigeurs de Drummondville
- 2009-2010 : Joël Chouinard, Tigres de Victoriaville
- 2010-2011 : Louis Leblanc, Junior de Montréal
- 2011-2012 : Jonathan Huberdeau, Sea Dogs de Saint-Jean
- 2012-2013 : Jonathan Drouin, Mooseheads d'Halifax
- 2013-2014 : Zachary Fucale, Mooseheads d'Halifax
- 2014-2015 : Nikolaj Ehlers, Mooseheads d'Halifax
- 2015-2016 : Pierre-Luc Dubois, Screaming Eagles du Cap-Breton
- 2016-2017 : Thomas Chabot, Sea Dogs de Saint-Jean
- 2017-2018 : Dominique Ducharme, Voltigeurs de Drummondville
- 2018-2019 : Alexis Lafrenière, Océanic de Rimouski
- 2019-2020 : Alexis Lafrenière, Océanic de Rimouski
- 2020-2021 : Nicolas Sauvé, Armada de Blainville-Boisbriand
- 2021-2022 : Joshua Roy, Phoenix de Sherbrooke
- 2022-2023 : Joshua Roy, Phoenix de Sherbrooke
- 2023-2024 : Émile Chouinard,	Drakkar de Baie-Comeau et Jacob Newcombe, Eagles du Cape Breton
- 2024-2025 : Caleb Desnoyers, Wildcats de Moncton